# تمر المطي
تَمْر المَطَّي أو أَثُيوريزا دَرَنِيّة (الاسم العلمي: Aetheorhiza)، ريزوم معمر أحادي النوع من فصيلة النجمية. وصف الجنس في عام 1827.
يُسمى أيضَا لحية الصقر الدرنية، موطنه أوروبا ومنطقة البحر الأبيض المتوسط